# ترينتون (فلوريدا)
ترينتون (بالإنجليزية: Trenton, Florida)‏ هي مدينة تقع في مقاطعة جيلكريست (فلوريدا) بولاية فلوريدا في الولايات المتحدة. تبلغ مساحتها 6.7 (كم²)، وترتفع عن سطح البحر 16 م، بلغ عدد سكانها 1722 نسمة في عام 2008 حسب إحصاء مكتب تعداد الولايات المتحدة وتصل الكثافة السكانية فيها 241.3 نسمة/كم2.

## وصلات خارجية
- City of Trenton Florida